# DC Shoes
DC Shoes es una compañía californiana especializada en calzado para deportes extremos, incluyendo skate, snowboard, BMX, motocross y surf, así como ropa urbana.
DC comenzó originariamente como 'Droors Clothing Footwear', pero tras la venta de Droors Clothing (desaparecida años más tarde) la compañía se renombró como, simplemente, DC Shoes.
Droors Clothing vuelve a salir al mercado en 2018.
El 10 de marzo de 2004, Quiksilver adquirió DC Shoes por un monto total de 87 millones de dólares.

## Historia
La compañía se fundó en 1993 en Vista, California, en el condado de San Diego por Ken Block y Damon Way (hermano mayor del skater profesional Danny Way). Principalmente porque contrataron los servicios de un contable, Clayton Blehm convirtiéndose así en el tercer fundador de la compañía. Sin embargo, Blehm se vería envuelto nueve años después en un oscuro pleito junto con Billabong para comprar DC Shoes, lo que provocó una dura sanción económica a Blehm y su consiguiente despido de la compañía californiana.
Originalmente, DC Shoes nació como “Eightball” fabricando solamente camisetas para tiendas de skate, pero no tardarían en recibir una carta siendo avisados de que ya existía una empresa con el copyright registrado a nombre de “Eightball”, precisamente.
Los fundadores crearon una nueva línea de ropa llamada Droors Clothing, que pasaría a llamarse Droors Clothing Footwear para terminar definitivamente como DC Shoes. La compañía pronto recibió el apoyo de grupos musicales como Cypress Hill, Beastie Boys, Mike Shinoda (MC de Linkin Park) Limp Bizkit o blink-182 (su batería, Travis Barker, realizó su propio modelo de zapatillas, las "DC Travis Barker remix"  y Mike Shinoda (MC de Linkin Park) también realizó las suyas, las "DC MS Remix") así como de revistas de snowboard y skateboard. Se introdujeron a España con el grupo líder pionero Violadores del Verso.
Los tres fundadores también crearon subcompañías como Dub Snowboard Clothing.
DC Shoes estaba fabricando material para todo tipo de deportes extremos como skate, surf, snowboard, BMX, motocross y grabando videos como el DVD “The DC Video”, protagonizado por Danny Way, skater profesional y hermano de uno de los fundadores, Damon Way.
La compañía y el equipo DC Snowboard lanzaron sus propios videos en la nieve. Mtn Lab salió en septiembre de 2005, mientras que Mtn Lab 1.5 lo hizo dos años después, en octubre de 2007. En esta nueva entrega el equipo DC recorre lugares como Chile, Finlandia, la Columbia Británica canadiense, Suecia o Nueva Zelanda. Este DVD, en principio, iba a ser nombrado Mtn Lab 2.0, es decir, la secuela de Mtn Lab, pero la pobre temporada de nieve en Utah hizo reconsiderar el nombre y añadirle el irónico 1.5

### Adquisición por Quiksilver
Las ventas de zapatillas de skate representaban un 25% del total de las ventas de la compañía estimadas en 100 millones de dólares. Estos datos llamaron la atención del gigante del surf, skate y snowboard, Quiksilver, que en 2004 compró DC Shoes por 96 millones de dólares, aunque no la absorbió permitiendo que DC Shoes sea hoy en día independiente como marca, aunque perteneciente a Quiksilver. Los dueños y fundadores de DC no ocultaban su alegría al reconocer el acuerdo con la compañía australiana. Ken Block, el presidente y uno de los fundadores, aseguró que "estamos muy emocionados por nuestro acuerdo con Quiksilver, el número uno en los deportes extremos. Su plataforma global nos permitirá con sus recursos hacer a DC aún más fuerte." A lo que concluyó afirmando que la negociación representa "un paso más en la evolución de nuestro negocio".

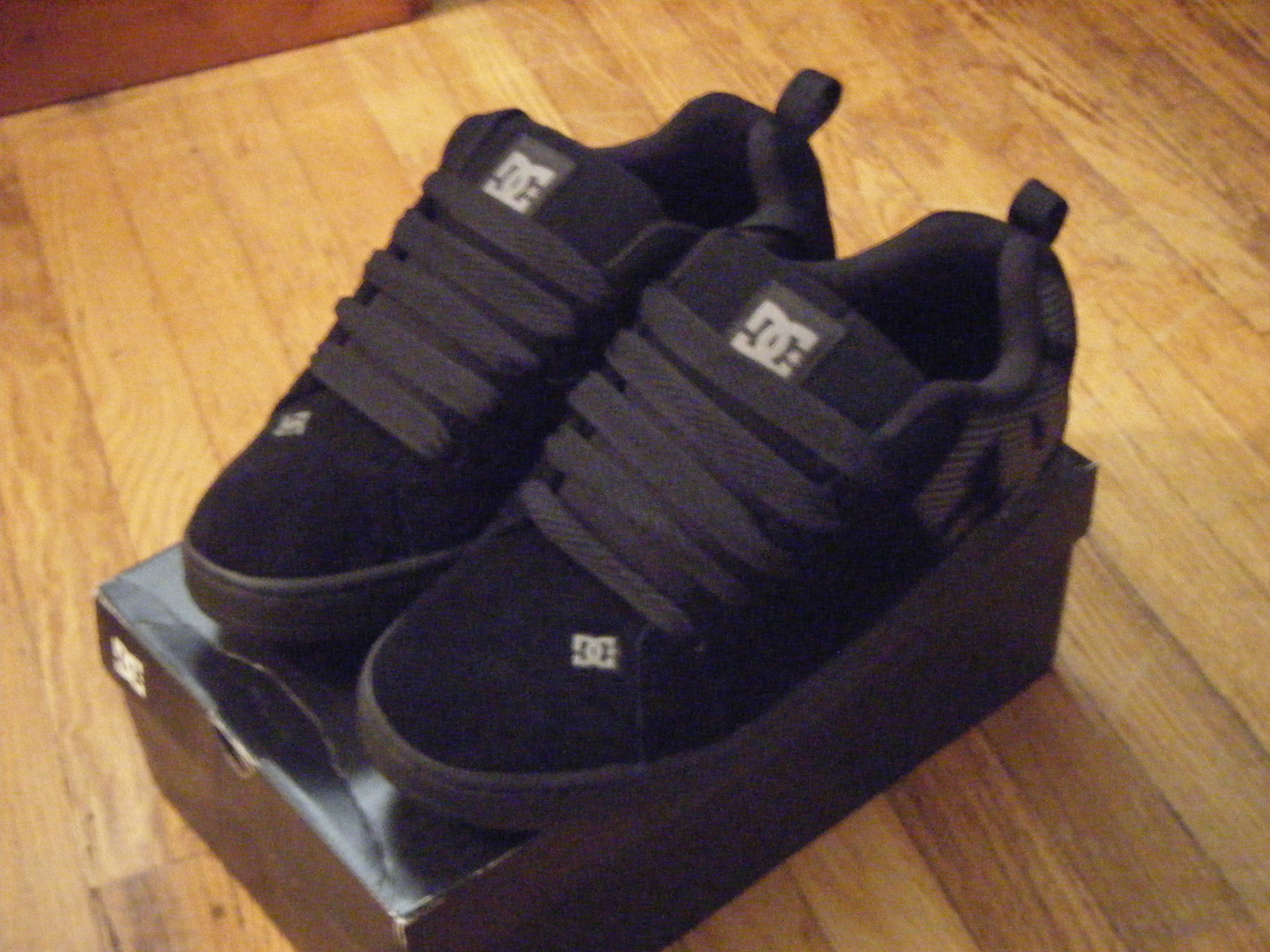
Unas zapatillas DC

Curiosamente, durante la celebración por el acuerdo en las oficinas de Quiksilver en Huntington Beach, California, a las que acudieron, evidentemente, el equipo de DC, amigos y periodistas, los dueños de ambas compañías reconocieron contactos entre DC y Quiksilver desde 1999, pero decidieron que no era el momento adecuado.
El 2 de junio de 2006, Bernard Mariette, presidente de Quiksilver, Inc., anunció a Nick Adcock como nuevo presidente de DC Shoes. Ken Block pasa a formar parte de la dirección ejecutiva y Damon Way del comité, junto a Adcock. El nuevo presidente ya había ocupado distintos cargos en Reebok Australia y Reebok International, además de llevar trabajando para DC desde hacía tres años, también en Australia. Allí trabajó más intensamente junto a Block y Way mientras se ocupaba de DC Shoes Asia/Pacífico.
Actualmente DC Shoes da empleo a 150 personas, distribuye en 52 países y factura cada año 250 millones de dólares.
La compañía californiana se convirtió en la primera en abrir un skate plaza gratuito en Kettering, Ohio a principios de la década de los 90 y sigue patrocinándolo actualmente. En 2006 anunció otro más en Shreveport, Luisiana.